# Jahrbuch für Genealogie, Geraldik und Sphragistik
«Jahrbuch für Genealogie, Geraldik und Sphragistik» (Щорічник з генеалогії, геральдики і сфрагістики) — німецькомовний щорічний журнал, присвячений проблемам генеалогії, геральдики і сфрагістики. Виходив німецькою мовою з 1894 року в Мітаві, адміністративному центрі Курляндської губернії Російської імперії. Видавцем були Курляндське товариство літератури і мистецтва (1894—1904), Генеалогічне товариство Балтійських провінції в Мітаві (1905/1906 — 1911/1913), Латвійське генеалогічне товариство в Мітаві (1914). Перестав виходити у 1915—1928 роках, в часи незалежної Латвії. Випуск за 1914 рік опублікований лише 1930 року, з додатками за 1923—1929 роки.

## Випуски
- 1893. Mitau, 1894. ,  [Архівовано 31 жовтня 2020 у Wayback Machine.]
- 1894. Mitau, 1895. ,  [Архівовано 29 жовтня 2020 у Wayback Machine.]
- 1895. Mitau, 1896.  [Архівовано 11 січня 2021 у Wayback Machine.],
- 1896. Mitau, 1897.  [Архівовано 4 березня 2016 у Wayback Machine.],  [Архівовано 7 травня 2021 у Wayback Machine.]
- 1897. Mitau, 1898. ,  [Архівовано 13 травня 2021 у Wayback Machine.]
- 1898. Mitau, 1899.  [Архівовано 9 травня 2021 у Wayback Machine.]
- 1899. Mitau, 1901.  [Архівовано 7 травня 2021 у Wayback Machine.]
- 1900. Mitau, 1902.
- 1901. Mitau, 1901.  [Архівовано 25 жовтня 2020 у Wayback Machine.]
- 1902. Mitau, 1904.  [Архівовано 30 жовтня 2020 у Wayback Machine.]
- 1903. Mitau, 1905.
- 1904. Mitau, 1906.
- 1905/1906. Mitau, 1908.  [Архівовано 20 вересня 2020 у Wayback Machine.]
- 1907/1908. Mitau, 1910.  [Архівовано 20 жовтня 2020 у Wayback Machine.]
- 1909—1910. Mitau, 1913.  [Архівовано 19 жовтня 2020 у Wayback Machine.]
- 1911, 1912, 1913. Mitau, 1914.  [Архівовано 20 жовтня 2020 у Wayback Machine.]
- 1914. Mitau, 1930.  [Архівовано 13 травня 2021 у Wayback Machine.]